# Schwarz (Mecklenburg)
Schwarz este o comună din landul Mecklenburg - Pomerania Inferioară, Germania.